# Arhopala auzea
Arhopala auzea är en fjärilsart som beskrevs av De Niceville 1896. Arhopala auzea ingår i släktet Arhopala och familjen juvelvingar. Inga underarter finns listade i Catalogue of Life.